# Stanisław Rzecki

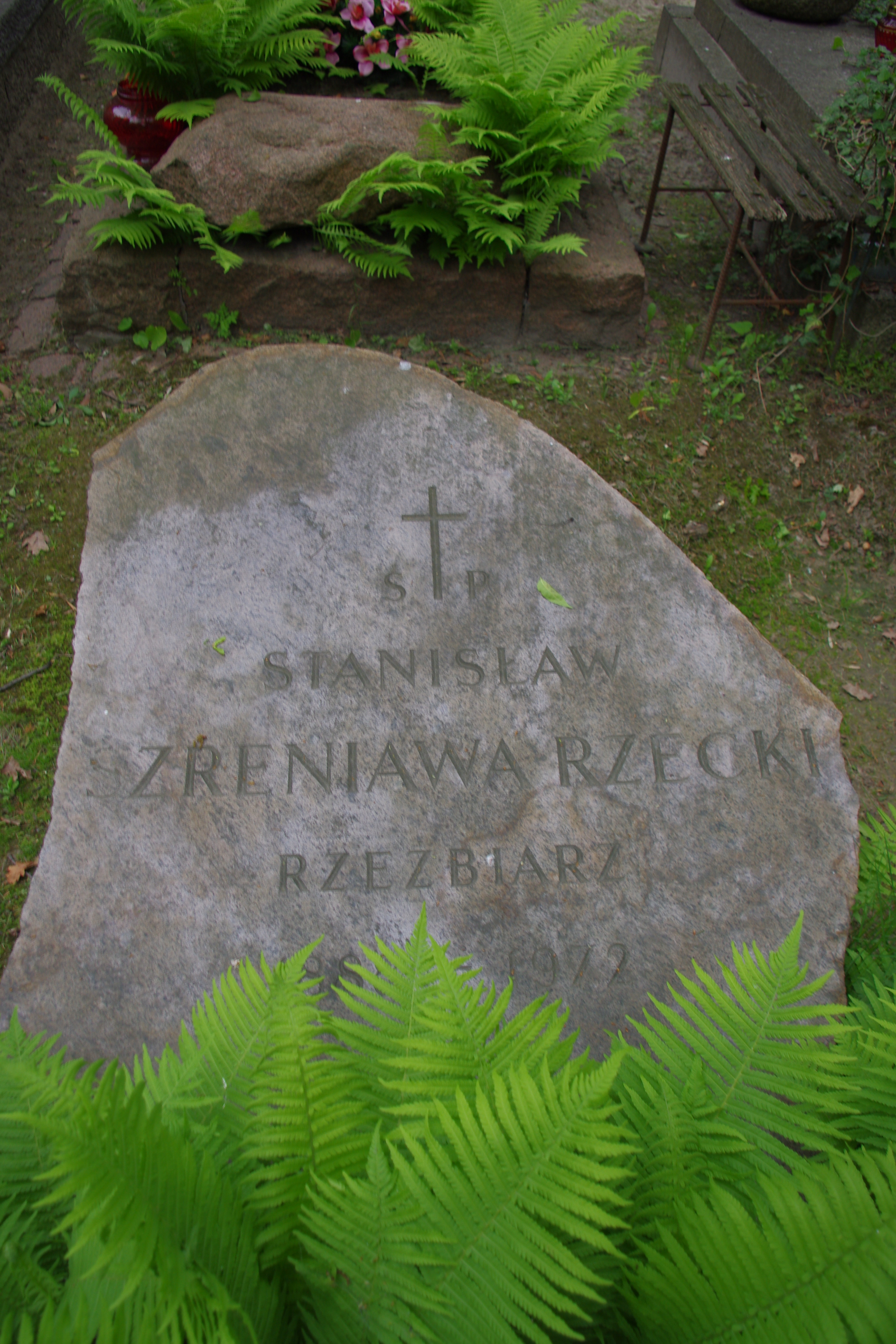
Grób rzeźbiarza Stanisława Szreniawy-Rzeckiego na Powązkach-Cmentarzu Wojskowym w Warszawie

Stanisław Szreniawa-Rzecki, pierwotnie Rzecznik (ur. 19 października 1888 w Warszawie, zm. 25 kwietnia 1972 tamże) – polski rzeźbiarz, malarz, grafik, scenograf.

## Życiorys
Był synem Lucjana Szreniawy-Rzecznika – aktora i śpiewaka, oraz Zofii z d. Grubskiej – aktorki, występującej pod pseudonimem artystycznym „Zofia Rawicz”.
Ukończył VI Gimnazjum w Warszawie. W latach 1903–1908 studiował w krakowskiej Akademii Sztuk Pięknych – malarstwo u Teodora Axentowicza, Juliana Fałata i Stanisława Wyspiańskiego, oraz rzeźbę u Konstantego Laszczki.
W 1904 współuczestniczył w wydaniu zbioru litografii Teki Melpomeny, poświęconej aktorom teatrów krakowskich. Tworzył też ilustracje do czasopisma „Liberum Veto”. Od 1905 współpracował jako scenograf z krakowskim kabaretem „Zielony Balonik”, a później również z warszawskim „Momusem”. W 1909 wyjechał do Paryża aby kontynuować naukę.
Powrócił w 1914 przed wybuchem I wojny światowej. Aresztowany jako dezerter z armii carskiej w Kownie, został osadzony w jednym z fortów, a następnie skazany na karę śmierci, którą zamieniono mu na zesłanie. Uciekł z transportu i po wielu perypetiach wrócił do Warszawy. Przystąpił do założonego przez Tadeusza Pruszkowskiego towarzystwa artystycznego „Młoda Sztuka”. 5 sierpnia 1915 wszyscy członkowie ugrupowania wstąpili do Legionów Polskich. Sam został zaszeregowany do plutonu kawalerii sztabowej przy Komendzie Legionów. Od stycznia do czerwca 1917 służył w stopniu plutonowego w 2. szwadronie 2. Pułku Ułanów. W październiku 1917 w stopniu chorążego wstąpił do Polskiej Siły Zbrojnej i służył tam do listopada 1918. W 1920, podczas wojny polsko-bolszewickiej w randze podporucznika walczył w szeregach swojego macierzystego 2. Pułku Szwoleżerów (odtworzony 2. Pułk Ułanów). Od czerwca tegoż roku pełnił obowiązki oficera ordynansowego przy Dowództwie Armii Rezerwowej z przydziałem na stanowisko oficera łącznikowego w dowództwie 8. Dywizji Piechoty. W 1922 przeszedł do rezerwy. Za swoją postawę, bohaterstwo i zasługi w dwóch wojnach otrzymał najwyższe polskie odznaczenia wojskowe – Srebrny Krzyż Orderu Virtuti Militari i dwukrotnie Krzyż Walecznych.
Był członkiem Koła Plastyków Legionowego Instytutu Studiów w Warszawie. W sezonie teatralnym 1918/1919 współpracował jako scenograf z Teatrem Polskim Arnolda Szyfmana. Od 1919 należał do zespołu „Reduty” Juliusza Osterwy. Był członkiem założycielem Stowarzyszenia Artystów Plastyków „Rytm”. Uczestniczył we wszystkich krajowych wystawach tego ugrupowania. Miał też swój udział przy powstaniu Stowarzyszenia Polskich Artystów Grafików „Ryt”. Od 1924 przez kilka miesięcy zajmował się projektowaniem okładek czasopisma „Pani”. W 1926 wspólnie z Wacławem Borowskim i Stanisławem Czajkowskim założył Instytut Sztuk Plastycznych.
Obok ekspozycji polskich, Swoje prace wystawiał także na licznych pokazach sztuki polskiej za granicą, na m.in. III Biennale Romana (Rzym, 1925 – był komisarzem działu polskiego, II Międzynarodowej Wystawie Grafiki Nowoczesnej (Florencja, 1927), oraz wystawach sztuki polskiej w Helsinkach (1977) i Wiedniu (1929). Na Powszechnej Wystawie Krajowej w Poznaniu otrzymał w 1929 srebrny medal.
W 1928 uczestniczył w akcji tworzenia polichromii kamienic na Rynku Starego Miasta w Warszawie (kamienice Anszultowska i pod Bazyliszkiem). Dwa lata później postanowił poświęcić się wyłącznie rzeźbiarstwu. W 1936 zainicjował organizację wystawy „Marszałek Piłsudski w rzeźbie”, która odbyła się w Muzeum Narodowym.
Okres II wojny światowej przeżył w Warszawie. Po powstaniu warszawskim trafił do Krakowa. Tam w 1945 znalazł się w grupie reaktywującej Związek Polskich Artystów Plastyków. Początkowo był wiceprezesem organizacji, a następnie kierownikiem sekcji rzeźbiarskiej.
Przez krótki czas przebywał we Wrocławiu, gdzie był profesorem w Państwowej Wyższej Szkole Sztuk Pięknych. Po przenosinach do Krakowa wykładał w tamtejszej ASP. W 1959 powrócił do Warszawy i kontynuował prace rzeźbiarskie.
Po śmierci spoczął na Cmentarzu Wojskowym na Powązkach (kw. 17B-6-21).

## Odznaczenia
- Order Virtuti Militari
- Krzyż Niepodległości
- Krzyż Kawalerski Orderu Odrodzenia Polski (1969)
- Krzyż Walecznych[3] (dwukrotnie)
- Medal Pamiątkowy za Wojnę 1918–1921
- Medal Dziesięciolecia Odzyskanej Niepodległości
- Order Leopolda II (Belgia)